# Roman Zozoelja
Roman Vjacheslavovytsj Zozoelja (Oekraïens: Роман В'ячеславович Зозуля) (Kiev, 17 november 1989) is een Oekraïens voetballer die bij voorkeur als aanvaller speelt. Hij debuteerde in 2010 in het Oekraïens voetbalelftal.